# 豊の国・歴史ロマン街道

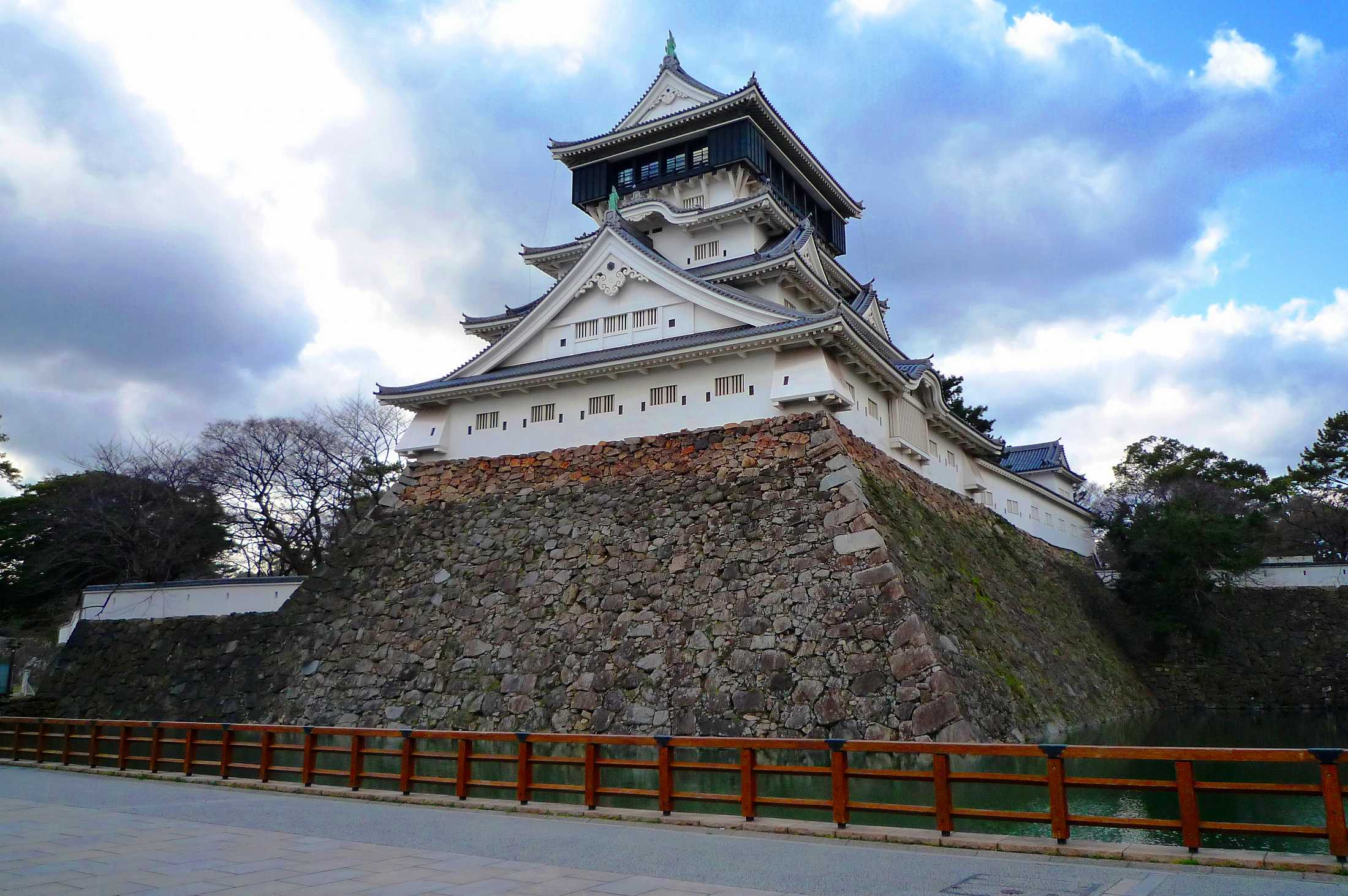
小倉城

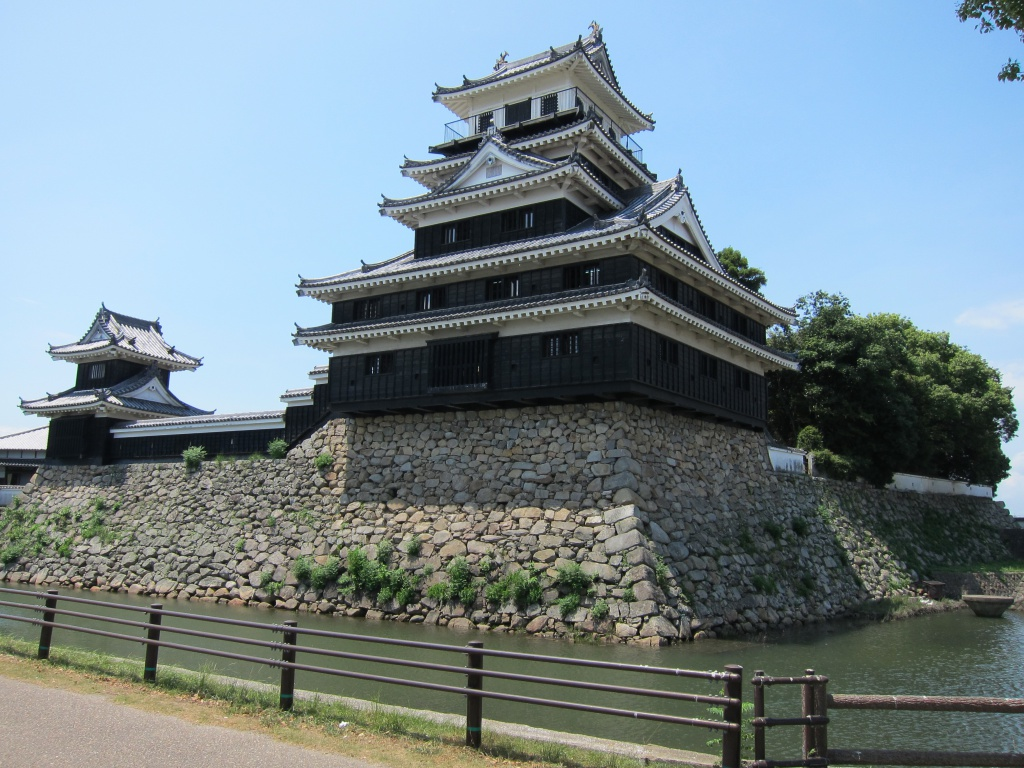
中津城

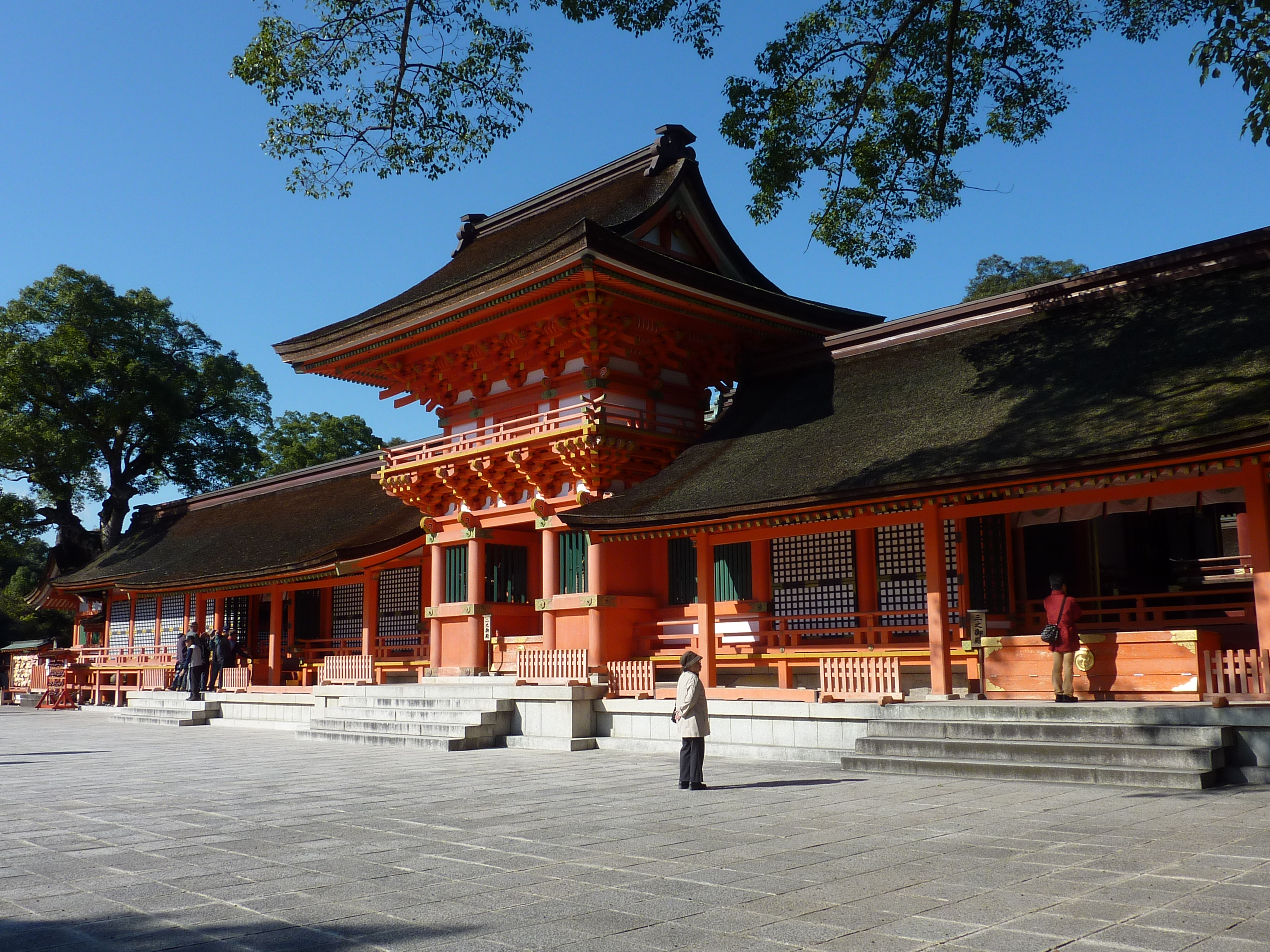
宇佐神宮

豊の国・歴史ロマン街道（とよのくに・れきしロマンかいどう）は、福岡県北東部から大分県北部に位置する日本風景街道のひとつである。「小倉・足立山から宇佐の森へ」をサブタイトルとする。

## 経緯
2010年（平成22年）2月25日に、全国で116番目、九州で10番目のルートとして日本風景街道に指定された。

## 沿道
旧中津街道・勅使街道沿線を対象区域とする。これらの地域は、令制国としては豊前国に属していた地域である。主要道路の総延長は77km。

### 沿道の自治体
- 福岡県
  - 北九州市
  - 京都郡苅田町
  - 行橋市
  - 京都郡みやこ町
  - 築上郡築上町
  - 豊前市
  - 築上郡吉富町
  - 築上郡上毛町
- 大分県
  - 中津市
  - 宇佐市

### 主要な道路
- 国道10号
- 国道213号
- 国道496号

### 沿道の名所・旧跡
- 常盤橋
- 豊前国分寺跡
- 中津城
- 宇佐神宮

## 活動主体
- 豊の国風景街道推進協議会

## エリア内の道の駅
- 道の駅しんよしとみ
- 道の駅なかつ
- 道の駅豊前おこしかけ